# Bad Homburg Open
Bad Homburg Open er en professionel tennisturnering, som årligt i juni afvikles i Bad Homburg vor der Höhe, Hessen, Tyskland. Turneringen bliver spillet i Tennis Club Bad Homburg i Kurpark, hvor den første tennisklub på Europas fastland blev grundlagt i 1876. Turneringen er en del af WTA Tour og har siden 2024 tilhørt kategorien WTA 500.

## Historie
I september 2019 offentliggjorde Wimbledon-arrangøren All England Lawn Tennis and Croquet Club (AELTC), at klubben fra 2020 ville investere i nye græstennisturneringer på ATP Tour og WTA Tour med termin inden Wimbledon-mesterskaberne. Blandt de nye investeringer var en WTA Tour-turnering i Bad Homburg vor der Höhe i samarbejde med det tyske sportsagentur Perfect Match samt tennisspilleren Angelique Kerber og hendes management-team, med aftale om, at Kerber blev turneringens ambassadør.
Det nye stadion i Tennis Club Bad Homburg blev bygget i Kurpark, hvor de første tennisbaner på det europæiske fastland i 1876 blev anlagt. Og i juli 2020 navngav Angelique Kerber anlægget ved en indvielsesceremoni, der erstattede den første udgave af turneringen, der skulle have været afholdt i 2020, men som blev aflyst, da COVID-19-pandemien suspenderede WTA Tour i det meste af 2020. Premiereudgaven af turneringen blev derfor udskudt til 2021.
I de første tre år tilhørte Bad Homburg Open kategorien WTA 250 på WTA Tour, men i 2024 blev den opgraderet til WTA 500-status.

### Turneringer
| År   | Datoer             | Navn                                          | Kategori |
| ---- | ------------------ | --------------------------------------------- | -------- |
| 2021 | 21. - 26. juni     | Bad Homburg Open presented by Engel & Volkers | WTA 250  |
| 2022 | 19. - 25. juni     | Bad Homburg Open presented by Engel & Volkers | WTA 250  |
| 2023 | 25. juni - 1. juli | Bad Homburg Open presented by Engel & Volkers | WTA 250  |
| 2024 | 23. - 29. juni     | Bad Homburg Open powered by Solarwatt         | WTA 500  |

## Vindere og finalister

### Damesingle
| År   | Mester                 | Finalist           | Finaleresultat   |
| ---- | ---------------------- | ------------------ | ---------------- |
| 2021 | Angelique Kerber (1)   | Kateřina Siniaková | 6−3, 6−2         |
| 2022 | Caroline Garcia (1)    | Bianca Andreescu   | 6−7(5), 6−4, 6−4 |
| 2023 | Kateřina Siniaková (1) | Lucia Bronzetti    | 6−2, 7−6(5)      |
| 2024 | Diana Sjnajder (1)     | Donna Vekić        | 6−3, 2−6, 6−3    |

### Damedouble
| År   | Mestre                                          | Finalister                          | Finaleresultat      |
| ---- | ----------------------------------------------- | ----------------------------------- | ------------------- |
| 2021 | Darija Jurak (1) Andreja Klepač (1)             | Nadija Kitjenok Raluca Olaru        | 6−3, 6−1            |
| 2022 | Eri Hozumi (1) Makoto Ninomiya (1)              | Alicja Rosolska Erin Routliffe      | 6−4, 6−7(5), [10−5] |
| 2023 | Ingrid Gamarra Martins (1) Lidzija Marozava (1) | Eri Hozumi Monica Niculescu         | 6−0, 7−6(3)         |
| 2024 | Nicole Melichar-Martinez (1) Ellen Perez (1)    | Chan Hao-Ching Veronika Kudermetova | 4−6, 6−3, [10−8]    |